# Evaldas Razulis
Evaldas Razulis (ur. 3 kwietnia 1986 w Możejkach) – litewski piłkarz występujący na pozycji napastnika, w klubie FK Atmosfera.
Wychowanek Nafty Możejki, w swojej karierze grał także w takich klubach, jak Krylja Sowietow-2 Samara, FK Vėtra, FK Šilutė, FBK Kaunas, Partyzan Mińsk, Heart of Midlothian, Atlantas Kłajpeda oraz Górnik Łęczna. Ostatnim klubem w którym występował był łotewski FK Jelgava. Sześciokrotny reprezentant Litwy.